# Vallata
Vallata – miejscowość i gmina we Włoszech, w regionie Kampania, w prowincji Avellino.
Według danych na 1 stycznia 2022 roku gminę zamieszkiwało 2545 osób (1248 mężczyzn i 1297 kobiet).